# Originalisme

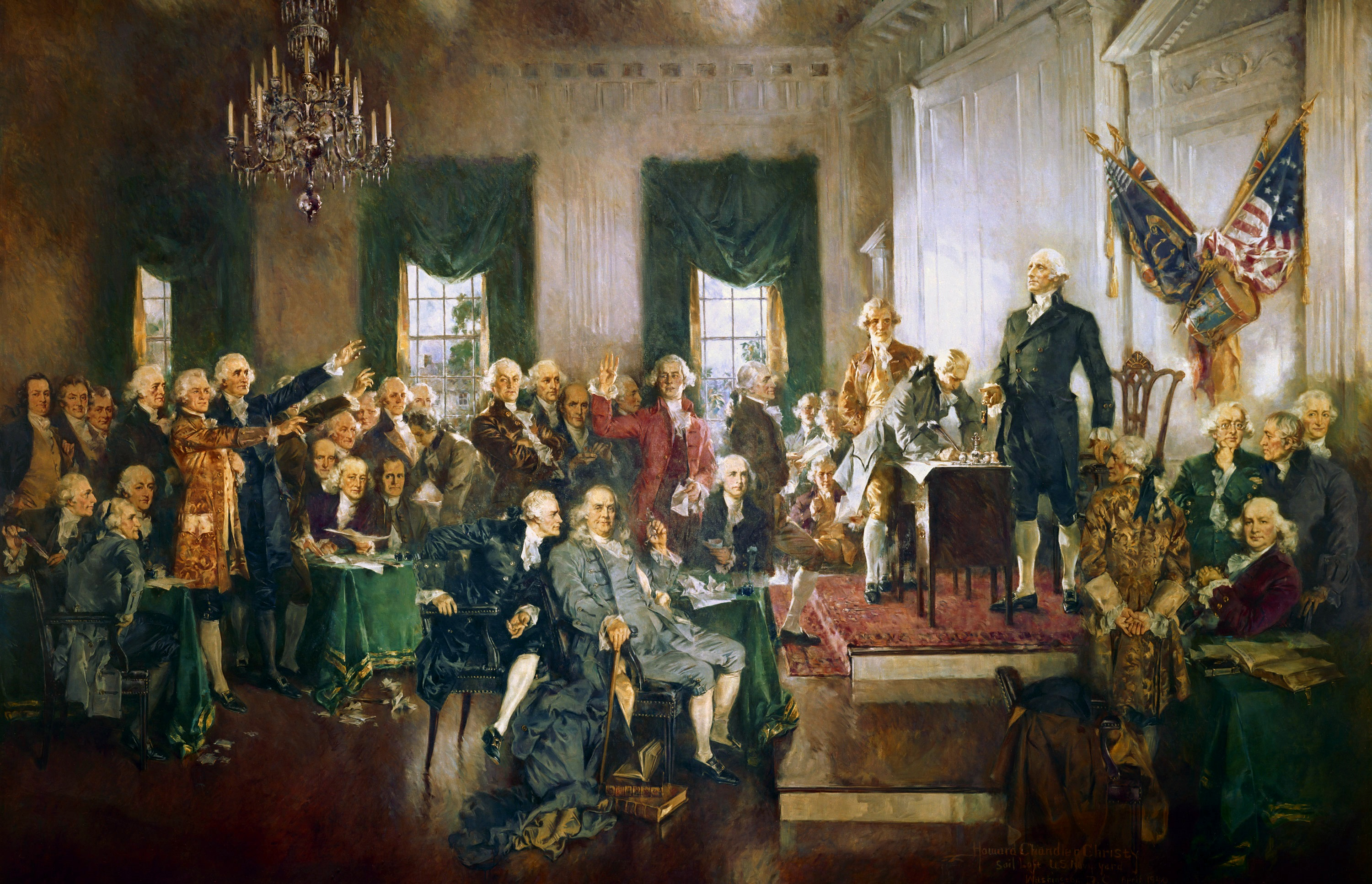
Scene at the Signing of the Constitution of the United States, peinture d'Howard Chandler Christy.

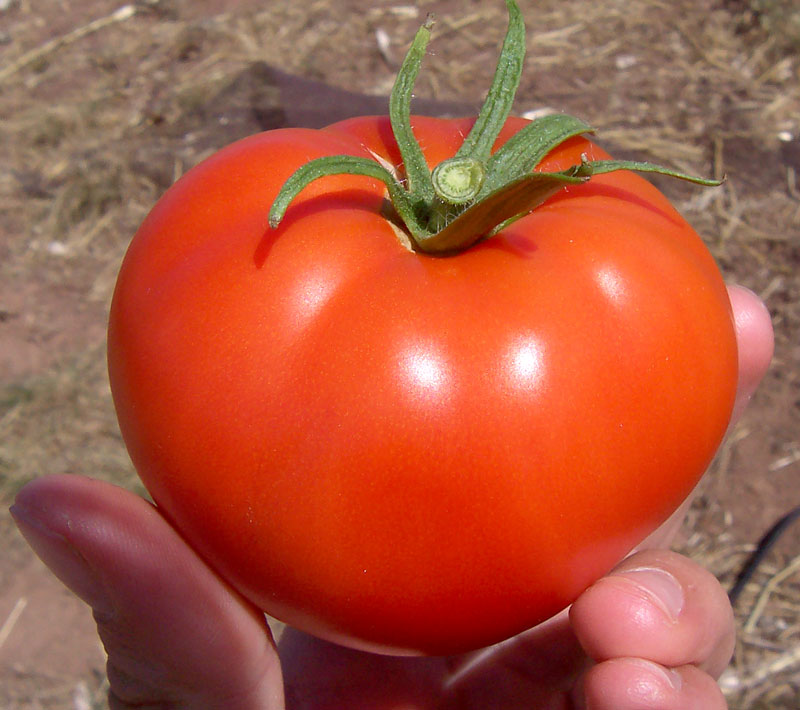
Nix v. Hedden, 1893 : au regard de la loi taxant les légumes, faut-il considérer la tomate — qui est, en botanique, un fruit — comme un fruit ou un légume ?

L'originalisme est une théorie de l'interprétation juridique aux États-Unis, qui affirme que la Constitution américaine doit être interprétée en accord avec la signification qu'elle avait à l'époque de sa proclamation. Il s'agit d'une théorie de formalisme juridique, parfois corollaire du textualisme. Ce dernier affirme qu'un texte de loi doit être interprété en fonction de son sens évident et non en fonction de l'intention du législateur ou de quelque autre donnée.

## Précisions
L'originalisme repose d'une part sur le présupposé que la Constitution avait, et possède toujours, une signification claire, évidente et univoque, et d'autre part qu'il est possible de connaître cette signification. Toutefois, à la différence du textualisme, l'originalisme peut insister sur l'intention des Pères fondateurs de la Constitution américaine (théorie de l'« intention originelle »). Mais cette théorie repose aussi sur la « signification originelle », se rapprochant ainsi du textualisme, en affirmant que l'interprétation de la Constitution, aujourd'hui, doit se fonder sur ce que le quidam pouvait comprendre, à l'époque, de celle-ci. En d'autres termes, elle affirme que la Constitution doit aujourd'hui être interprétée non pas en fonction d'un langage technique, juridique, ni en fonction du langage d'aujourd'hui, mais en fonction du langage vernaculaire contemporain des Pères fondateurs.
Le courant originaliste est aujourd'hui associé de près aux conservateurs américains. À la Cour suprême, il a été représenté par les juges Antonin Scalia et Clarence Thomas. Toutefois, des libéraux (au sens américain du terme) ont pu soutenir cette position (les juges Hugo Black — nommé par Roosevelt — ou Akhil Amar, ainsi que le juriste John Hart Ely, par exemple).

## Conséquences
Cette manière d'interpréter le droit n'est pas sans faire polémique, le juge Scalia admettant lui-même qu'elle revient à ne pas donner à l'égalité des sexes une protection constitutionnelle, car le XIVe amendement concernant l'égalité des droits a été adopté en 1868. Le gouvernement ne violerait donc pas la Constitution s'il décidait de moins bien payer les femmes fonctionnaires ou de les exclure des jurys. Un autre exemple est celui du VIIIe amendement prohibant les châtiments cruels. Appliqué conformément à l'époque de son adoption en 1791, il n'opposerait aucun obstacle juridique à l'exécution capitale d'un enfant de 7 ans pour un vol de 50 $. Les originalistes considèrent que ce n'est pas à la Constitution de s'adapter aux valeurs actuelles : ceux qui veulent protéger le droit à l'avortement, les droits de minorités ou abolir la peine de mort doivent y parvenir en convainquant les pouvoirs élus du peuple (le législatif principalement) et non les juges. Dans l'affaire Lawrence v. Texas, le juge Thomas vote pour la constitutionnalité d'une loi punissant la sodomie d'une amende de 500 $, il précise alors qu'il considère une telle loi comme « stupide » et que s'il était membre de la législature du Texas, il voterait pour son abrogation.
Même si l'originalisme est souvent associé au conservatisme, il implique quelquefois pour ses partisans de voter dans le sens d'une interprétation que l'on pourrait juger progressiste par rapport aux valeurs actuelles. En témoignent les votes du juge Scalia dans certaines affaires de procédure pénale telles que Hamdi v. Rumsfeld ou United States v. Gonzalez-Lopez.

## Rejet de l'originalisme en droit canadien
Dans l'arrêt de principe Law society of Upper Canada c. Skapinker, la Cour suprême du Canada a rejeté l'originalisme : « Le processus délicat et constant d'ajustement de ces dispositions constitutionnelles est traditionnellement laissé, par nécessité, au pouvoir judiciaire. Il faut maintenir l'équilibre entre la souplesse et la certitude. Il faut, dans la mesure où il est possible de les prévoir, s'adapter dès à présent aux situations futures. La Charte a été conçue et adoptée pour guider et servir longtemps la société canadienne. Une interprétation étroite et formaliste, qui n'est pas animée par un sens des inconnues de l'avenir, pourrait retarder le développement du droit et par conséquent celui de la société qu'il sert ». Ce refus de l'originalisme est réaffirmé dans le Renvoi sur la Motor Vehicle Act (C.-B.) .
En revanche, en droit canadien, il subsiste d'influents courants d'interprétation judiciaire plutôt conservateurs qui s'apparentent au textualisme, lesquels font non seulement du texte le point de départ obligatoire de toute approche téléologique, mais qui limitent fortement la portée d'arguments fondés sur les parties non écrites de la Constitution, c'est-à-dire celles qui ne s'appuient pas directement sur un texte. Sous la direction du juge en chef Richard Wagner au début des années 2020, la Cour suprême n'hésite pas à rompre avec une certaine jurisprudence progressiste de la Charte canadienne si elle n'est pas conforme au texte de la Charte. À titre d'exemple, dans l'arrêt Toronto (Cité) c. Ontario (Procureur général), les cinq juges majoritaires favorables à une interprétation centrée sur le texte affirment que « l’interprétation constitutionnelle doit [plutôt] être réalisée d’abord et avant tout par référence à ce texte, et être circonscrite par celui‑ci ». Les quatre juges minoritaires du camp progressiste leur répondent que « L’accent que mettent les juges majoritaires sur l’« importance primordiale » du texte de la Constitution est carrément incompatible avec les déclarations répétées de la Cour selon lesquelles les principes constitutionnels non écrits sont les principes fondamentaux structurants de notre Constitution et ont plein effet juridique ».
Au Québec, l'auteur de doctrine Pierre-André Côté avait formulé une influente théorie de l'interprétation des lois fidèle à l'intention historique du législateur et donc à certains égards semblable à l'originalisme.